# Vatikanische Sternwarte
Die Vatikanische Sternwarte (it. Specola Vaticana) ist die astronomische Forschungs- und Bildungsinstitution des Heiligen Stuhls. Die Institution ist eine der ältesten Forschungsstätten der Astronomie weltweit und war im Laufe ihres Bestehens an unterschiedlichen Orten untergebracht. Heute befindet sich ihre Zentrale in Castel Gandolfo südlich von Rom, ihre Forschungseinrichtungen befinden sich seit 1981 an der University of Arizona in den USA. Mit der Forschungseinrichtung VATT (Vatican Advanced Technology Telescope) betreibt die Vatikanische Sternwarte seit 1993 ein Observatorium mit 1,8-Meter-Teleskop auf dem Mount Graham in Arizona.

## Geschichte

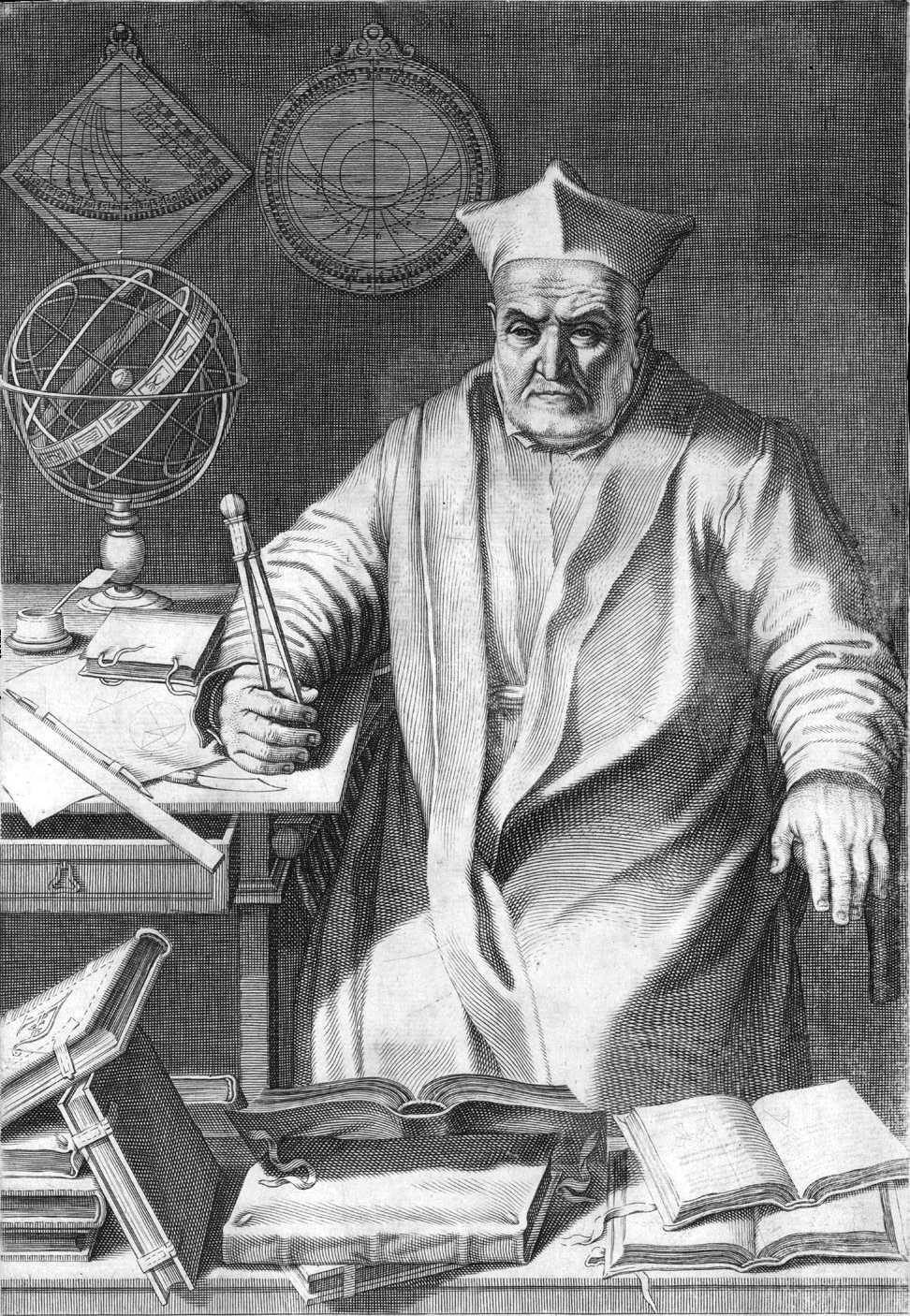
Christophorus Clavius

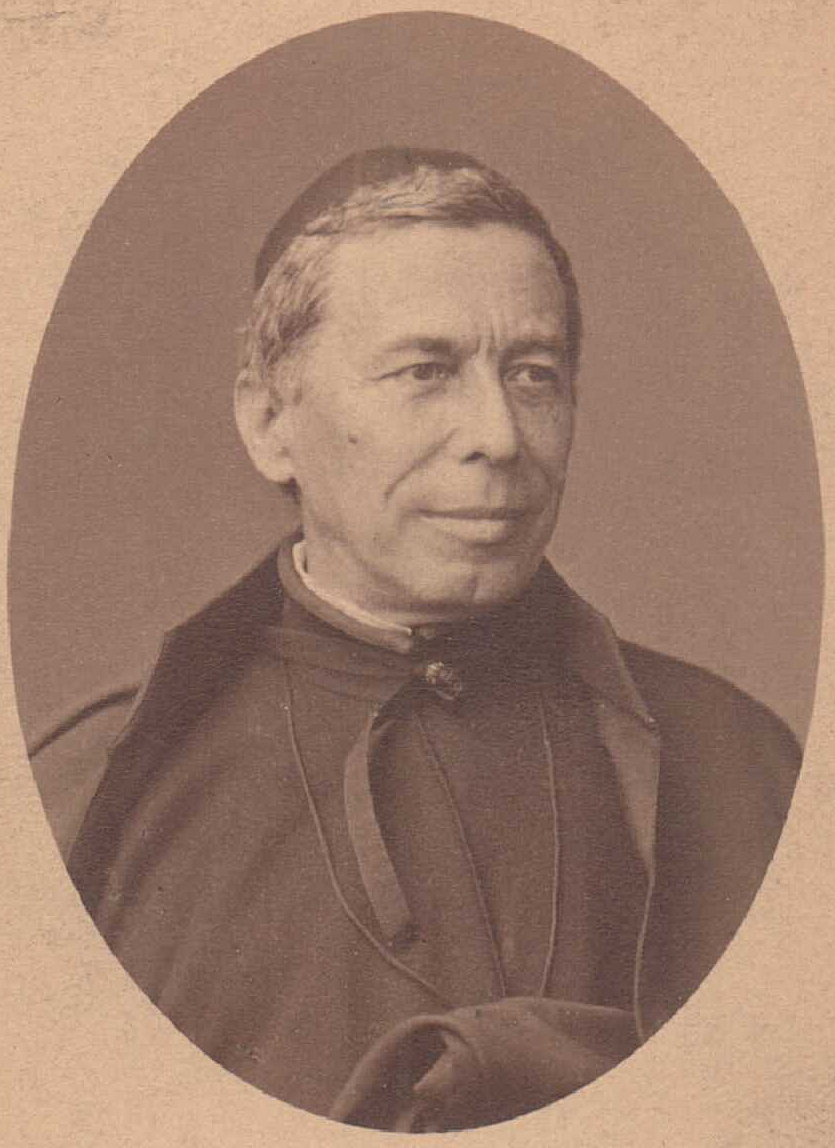
Angelo Secchi

Das Institut wurde in der zweiten Hälfte des 16. Jahrhunderts zur Durchführung der gregorianischen Kalenderreform und zur Überprüfung des Kalenders durch Papst Gregor XIII. gegründet. Ab 1578 ließ er den Turm der Winde errichten und stellte ihn den jesuitischen Astronomen und Mathematikern des Collegio Romano für die mit der Kalenderreform verbundenen Arbeiten zur Verfügung.
Christoph Clavius SJ war als führender Mathematiker am Collegio Romano und fachlich Verantwortlicher für die gregorianische Kalenderreform de facto der erste Leiter der Sternwarte, auch wenn keine offizielle Ernennung bekannt ist. 1612 folgte Christoph Grienberger SJ Clavius auf dem Mathematik-Lehrstuhl am Collegio Romano und auch in dessen Funktion in der Sternwarte. Bereits um 1610, kurz nach der Erfindung des Fernrohrs, entwickelte er dort die Parallaktische Montierung.
Im 18. Jahrhundert wurde auf dem Palazzo del Collegio Romano ein höherer und mit besseren Instrumenten ausgestatteter Turm errichtet, der ab 1774 offiziell als päpstliche Sternwarte diente. In den folgenden Jahrzehnten erreichte die astronomische Forschung unter Pater Angelo Secchi einen ersten Höhepunkt. Secchi konzentrierte sich dabei auf die Sonnenforschung und er gilt als der Wegbereiter der Spektralanalyse.

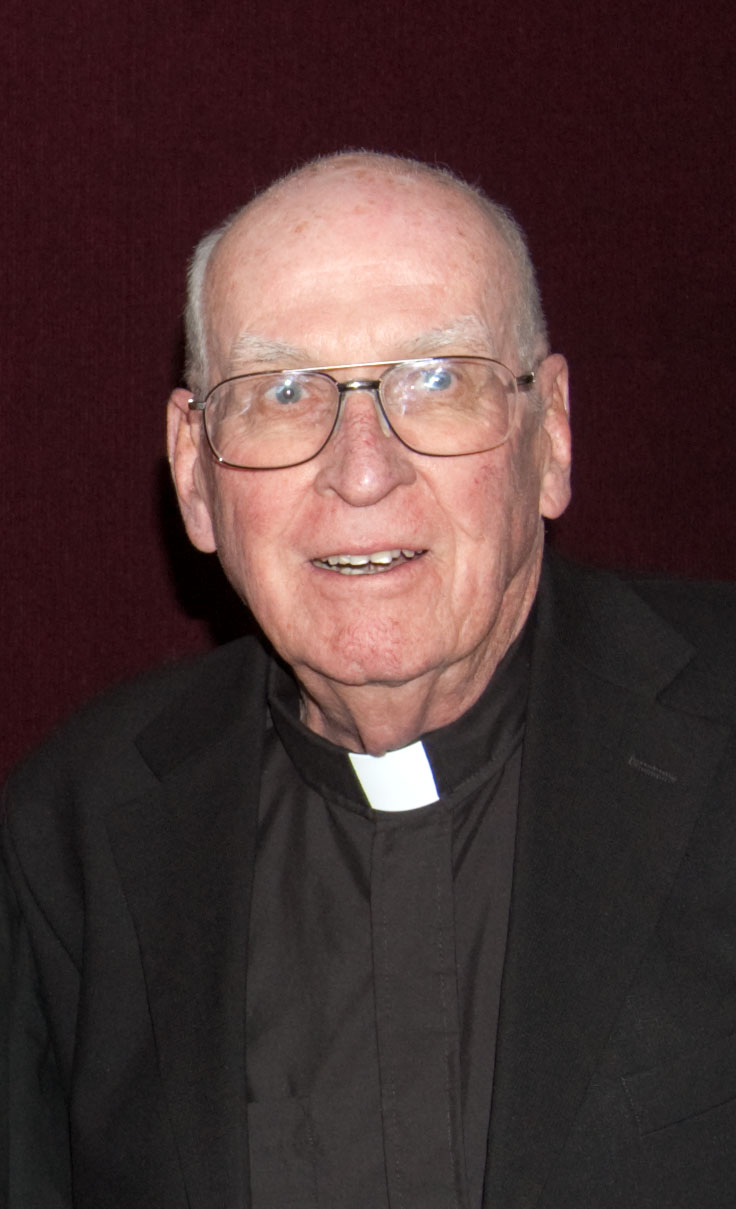
George Coyne

In Fortsetzung dieser Tradition veranlasste Papst Leo XIII. am 14. März 1891 mit dem Motu Proprio Ut mysticam einen Observatoriumsneubau auf dem Vatikanhügel hinter der St.-Peter-Basilika. Dies war notwendig geworden, weil nach der Beseitigung des Kirchenstaates durch das neue Königreich Italien 1870 auch der Palazzo del Collegio Romano eingezogen worden war. Der Neubau erfolgte unter der Leitung des Barnabitenpaters Francesco Denza. Mit Personal aus verschiedenen religiösen Orden (Barnabiter, Oratorianer, Agostinianer, Jesuiten) beteiligte sich die Sternwarte hauptsächlich am internationalen Carte-du-Ciel-Programm zur Erstellung einer fotografischen Himmelskarte. Wegen der zunehmenden Lichtverschmutzung wurde das Institut dann aber von Papst Pius XI. nach Castel Gandolfo 25 km südöstlich von Rom verlegt. Dort begann die Forschung 1930 mit zwei neuen Teleskopen und einem astrophysikalischen Labor u. a. mit einer Einrichtung zur Astrospektroskopie. 1957 folgte dort die Installation eines weitwinkligen Schmidt-Teleskops zur Klassifizierung von Sternen und ihren Spektren.
Ab 1981 wurde die Forschungsabteilung des Institutes dann durch deren Leiter George Coyne nach Arizona an die dortige Universität verlegt. Die Vatican Observatory Research Group arbeitet dort in einem der modernsten Zentren der Astronomie, wo 1993 mit dem Aufbau des Vatican Advanced Technology Telescope begonnen wurde. Das Institut ist auch an dem Large Binocular Telescope in direkter Nähe des VATT beteiligt.
Der derzeitige Direktor ist Guy Joseph Consolmagno SJ, der am 18. September 2015 José Gabriel Funes SJ in diesem Amt ablöste. Im Juli 2025 ernannte Papst Leo XIV. den Ordenspriester und Astronomen Richard Anthony D’Souza SJ mit Wirkung vom 19. September desselben Jahres zum Direktor der Sternwarte.

## Forschungsbetrieb

### Standorte und Instrumente

#### Castel Gandolfo
In Castel Gandolfo befinden sich vier Sternwartekuppeln („Specola“), von denen zwei auf dem Dach des Papstpalastes und zwei in den Gärten des Papstpalastes installiert sind. Die dort untergebrachten Instrumente genügen heutigen astronomischen Ansprüchen nur mehr bedingt.
Die beiden aus Holz konstruierten Kuppeln auf dem Dach des Papstpalastes beherbergen:
- Doppelastrograf von Zeiss, bestehend aus einem Refraktor (Öffnung 40 cm, Brennweite 240 cm) und einem Spiegelteleskop (Öffnung 60 cm, Newton’sche Brennweite 200 cm), zusammen mit zwei Suchern und einem Leitteleskop starr miteinander verbunden auf derselben Polachse montiert. Als Hauptinstrument des Observatoriums konzipiert, 1935 eingeweiht.
- Visuelles Refraktor-Teleskop von Zeiss (Öffnung 40 cm, Brennweite 600 cm), eingeweiht ebenfalls 1935. Zeiss lieferte dafür einen Satz von 9 Okularen und verschiedenes Zubehör, das Instrument war außerdem mit einem Graff-Photometer zur Beobachtung veränderlicher Sterne und einem Mikrometer zur Messung von Doppelsternen ausgestattet.

Die beiden miteinander verbundenen Kuppeln in den Gärten des Papstpalastes beherbergen:
- Carte du Ciel-Teleskop, bestehend aus einem Doppelrefraktor (Astrograf: Öffnung 33 cm, Brennweite 343 cm; Kollimator: Öffnung 20 cm, Brennweite 360 cm), welcher für die Teilnahme der Vatikanischen Sternwarte am internationalen Carte-du-Ciel-Projekt zur Erstellung eines fotografischen Sternenatlas angeschafft wurde. Das Instrument wurde 1891 auf dem Johannesturm (Teil der Leoninischen Mauer) in den Vatikanischen Gärten aufgestellt und 1942 nach Castel Gandolfo verlegt. Die letzten Aufnahmen für das Projekt Carte du Ciel wurden 1953 gemacht.
- Schmidt-Spiegelteleskop von Hargreaves & Thomson (Öffnung 98 cm, Brennweite 240 cm), eingeweiht 1957.

Für die galaktische und die Stellarastronomie bedeutsam sind und waren der große Doppelastrograf, der Schmidt-Spiegel und ein Speziallabor für Astrophysik (insbes. Spektralanalyse, siehe Angelo Secchi).

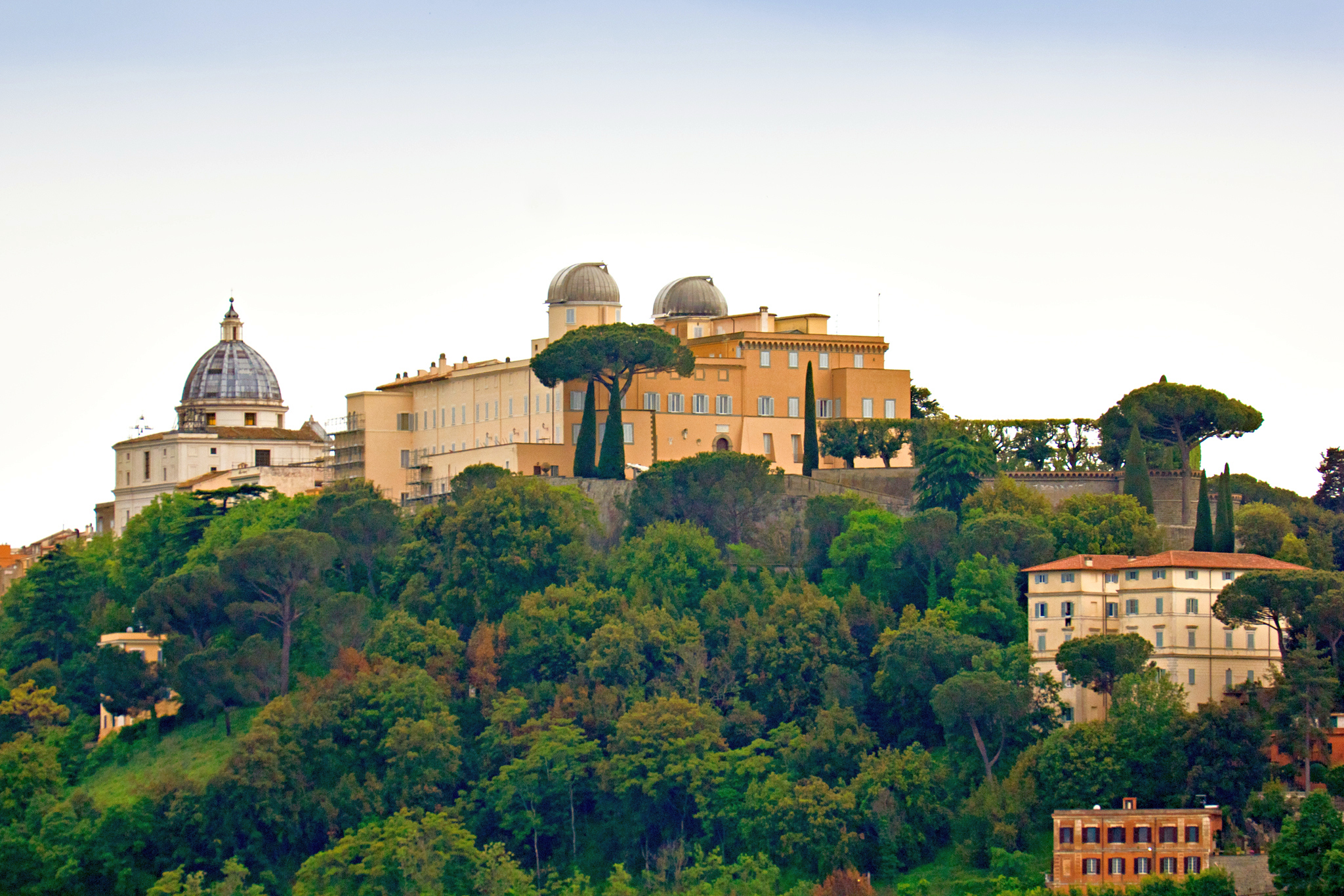
Die beiden Teleskopkuppeln auf dem Dach des Papstpalastes
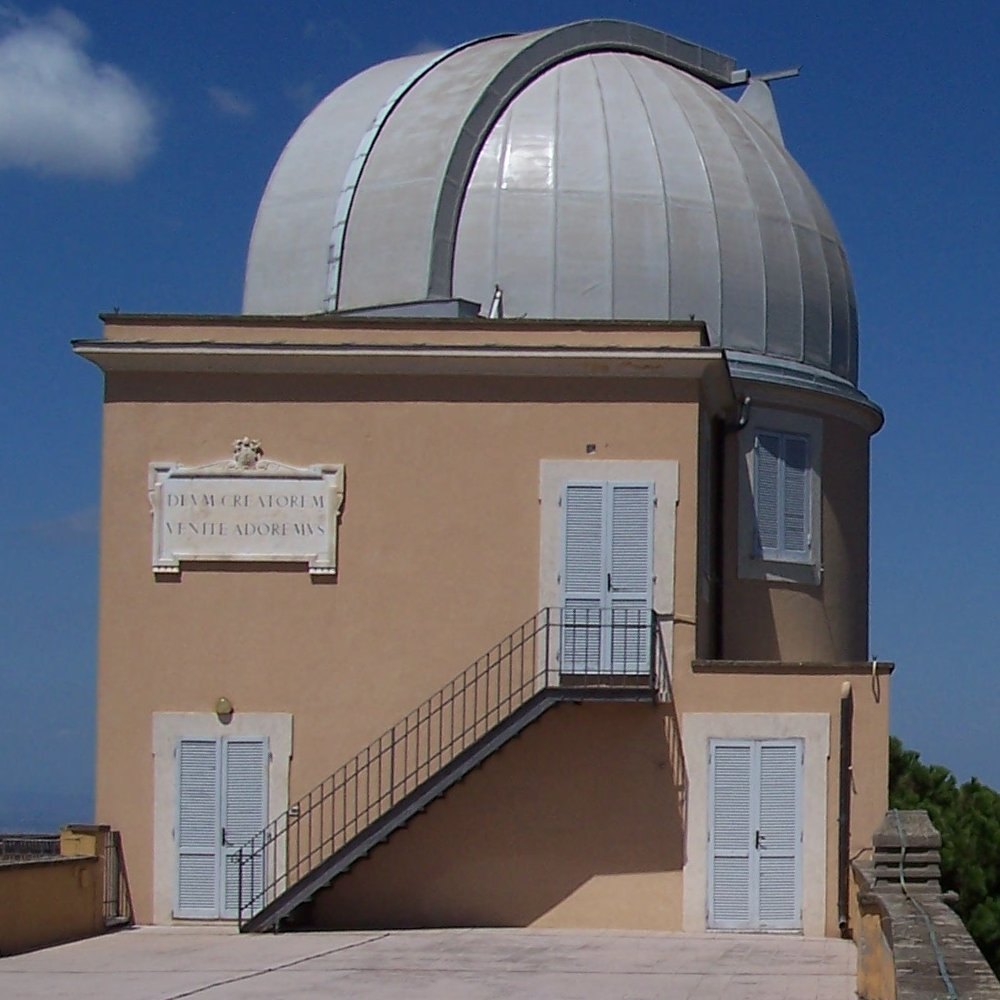
Teleskopkuppel auf dem Dach des Papstpalastes (2008). Die lateinische Inschrift bedeutet Kommt, betet Gott den Schöpfer an
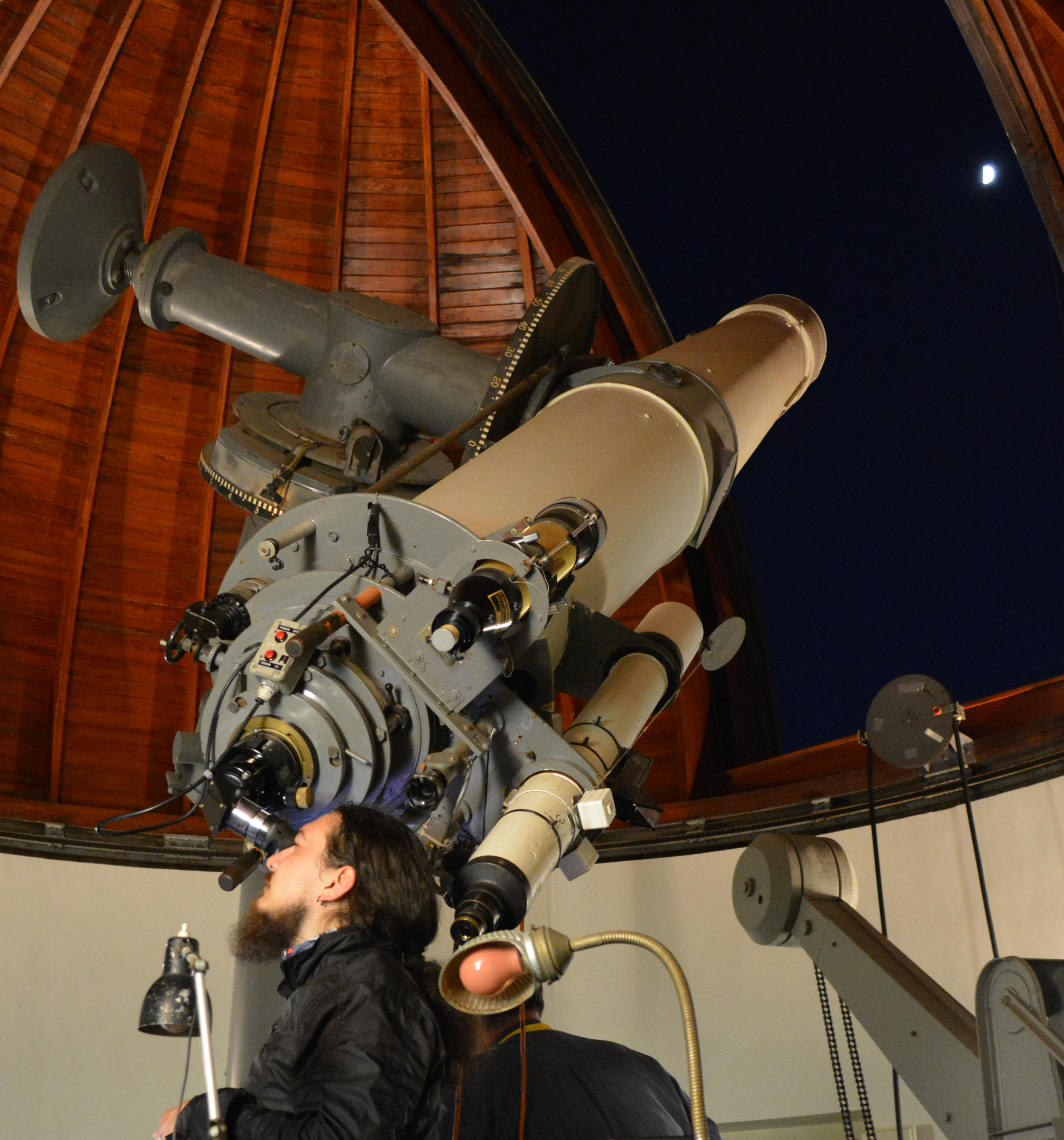
Auf dem Dach des Papstpalastes installiertes visuelles Refraktor-Teleskop von Zeiss aus dem Jahr 1935
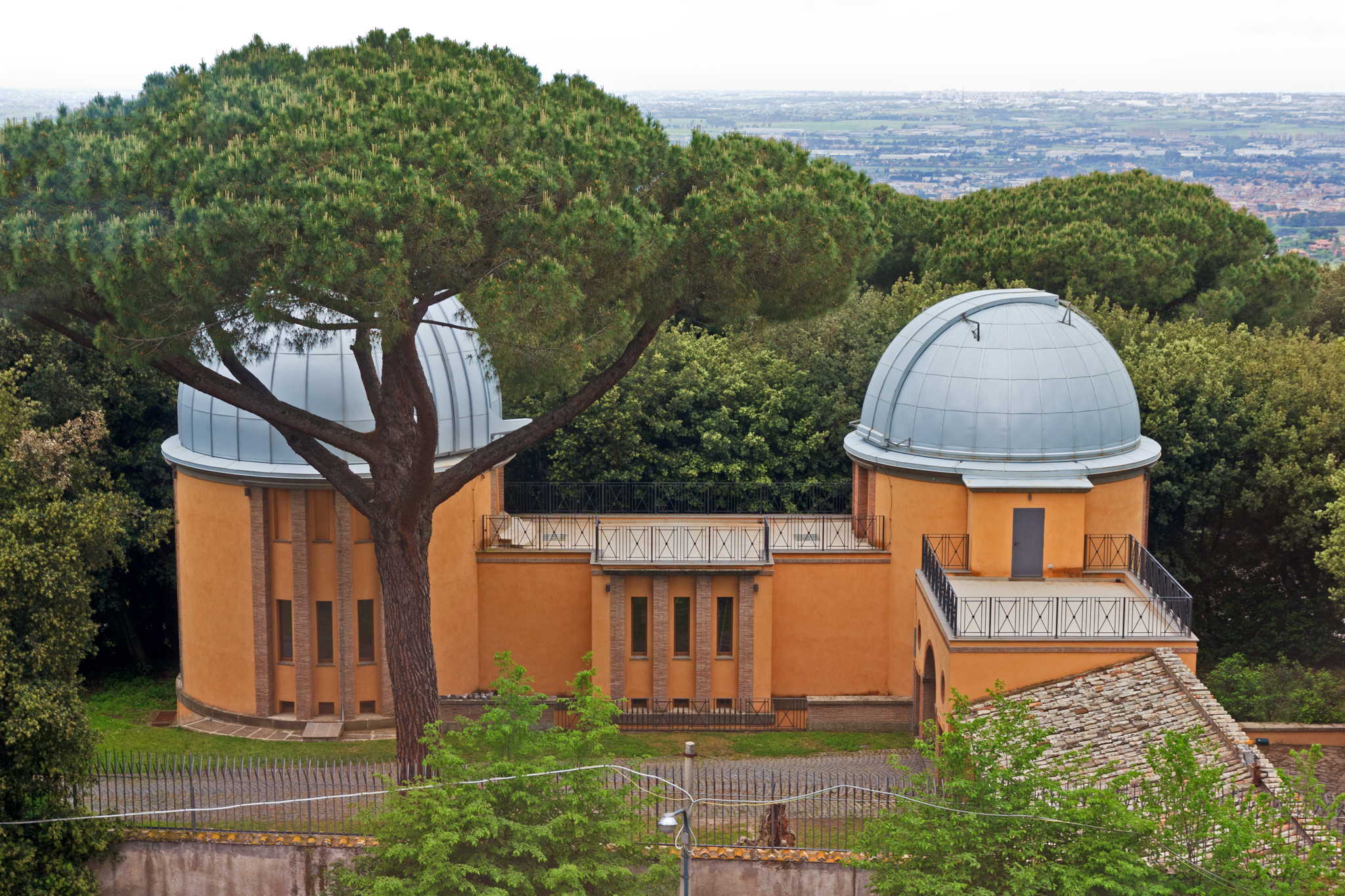
Die beiden Teleskopkuppeln in den Gärten des Papstpalastes

#### Mount Graham
Seit 1981 betreibt die Vatikanische Sternwarte die Vatican Observatory Research Group an der University of Arizona und zusätzliche Kooperationen mit anderen Observatorien, vor allem in den USA. Der Vatican Observatory Research Group angeschlossen ist seit 1993 das VATT (Vatican Advanced Technology Telescope), ein Observatorium mit 1,8-Meter-Teleskop auf dem Mount Graham in Arizona.

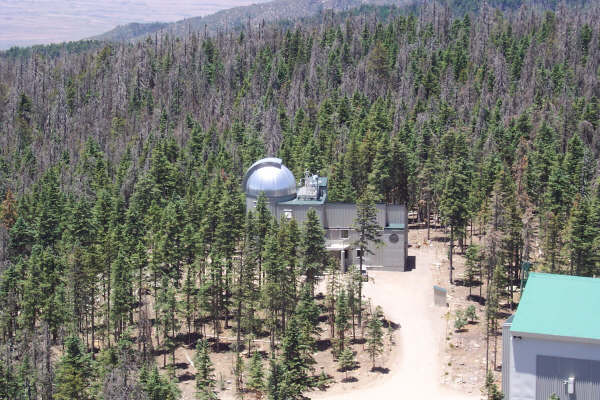
Teleskopkuppel des Vatican Advanced Technology Telescope (VATT)
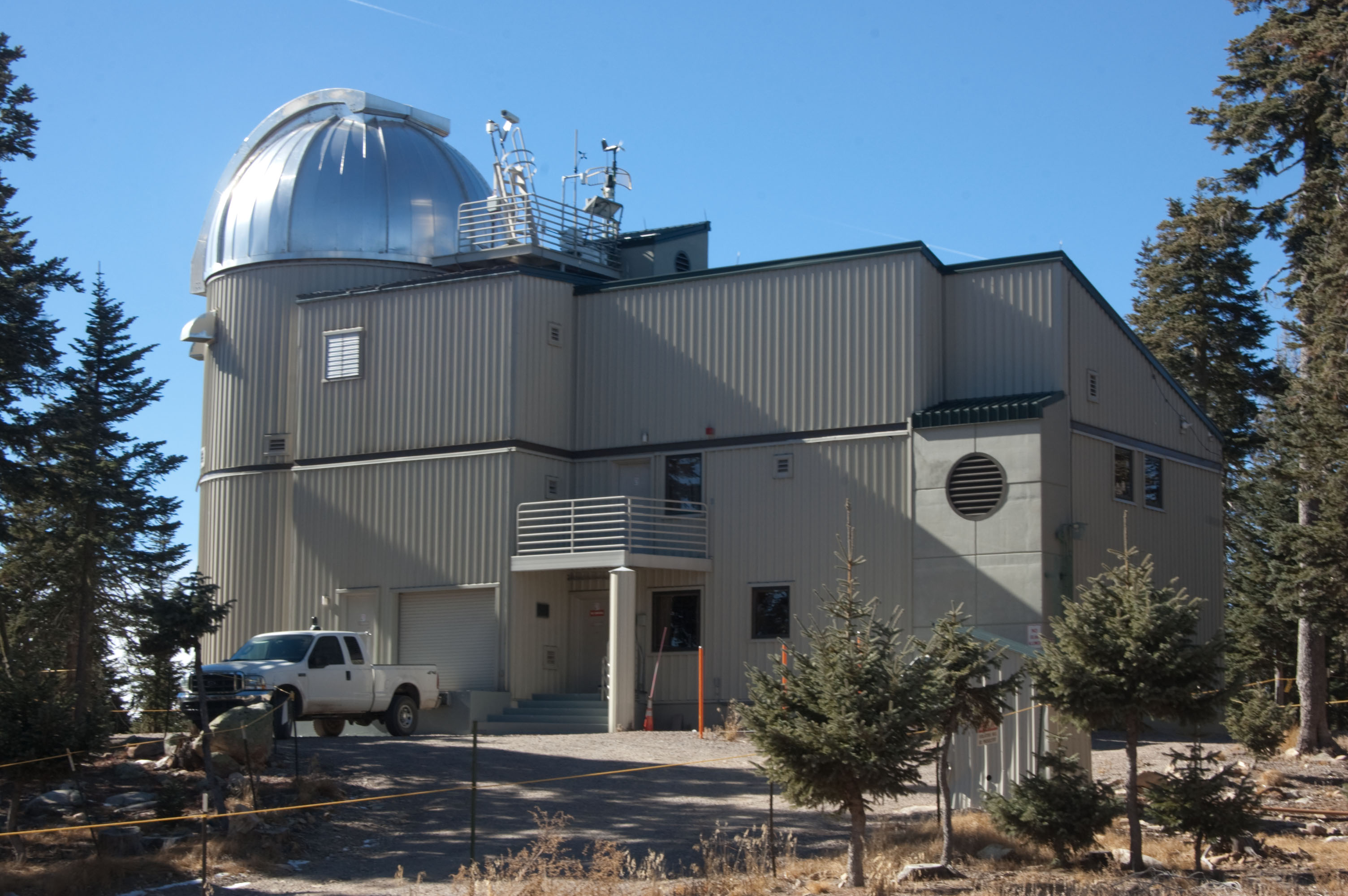
Teleskopkuppel des VATT aus der Nähe
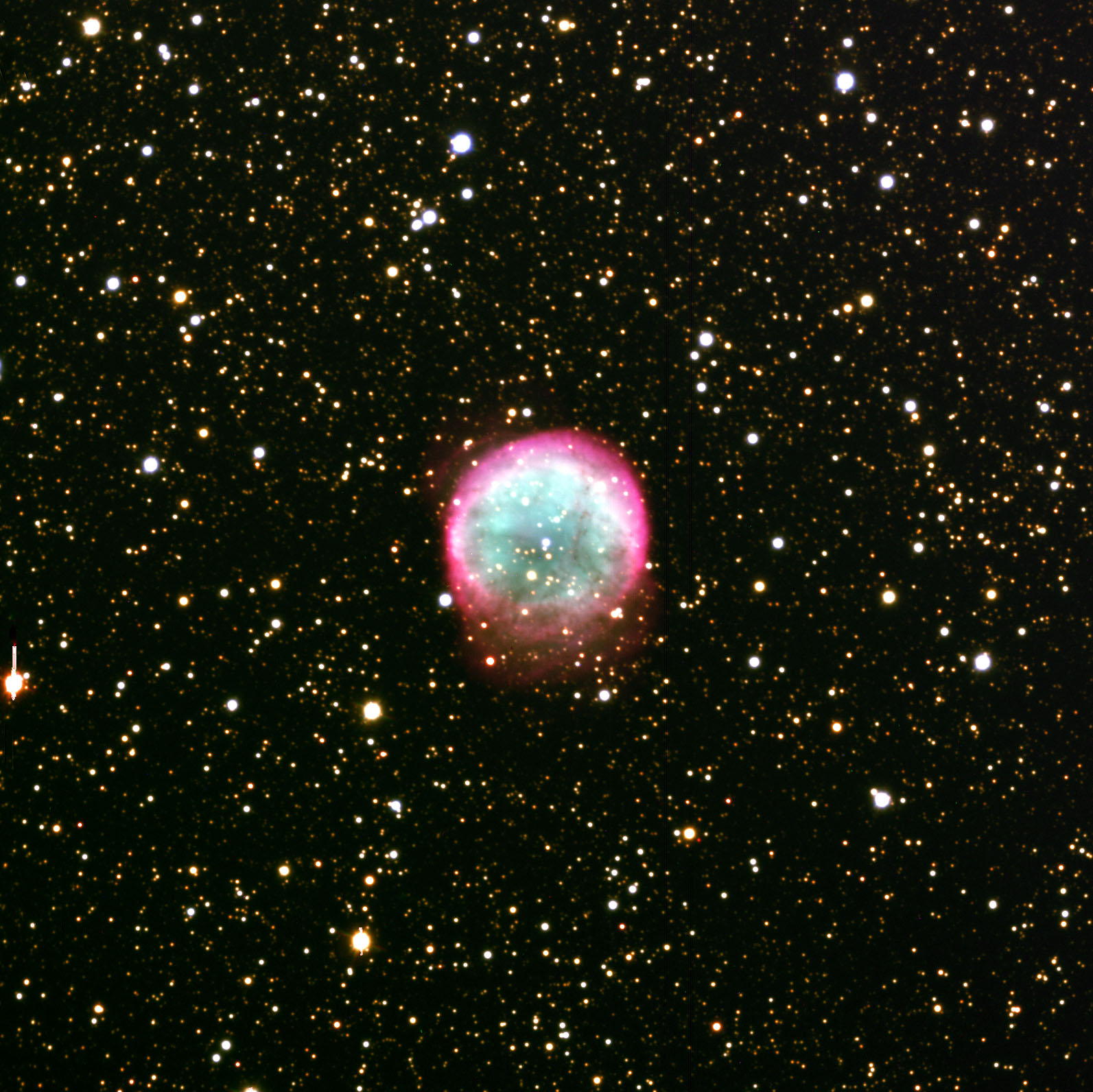
Aufnahme von NGC 6781 mit dem VATT
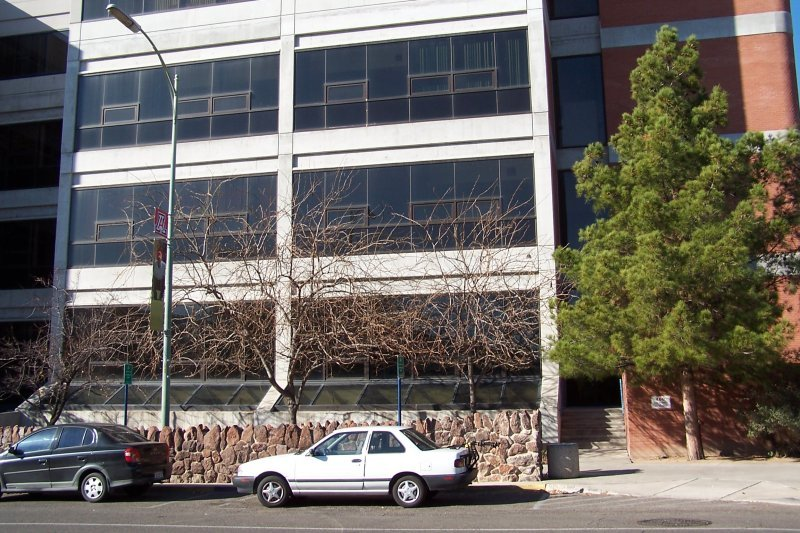
Gebäude der Vatican Observatory Research Group an der University of Arizona

### Forschungsthemen
Die Vatikanische Sternwarte und ihre Forschungen haben bis heute – auch im Zeitalter der Großteleskope – einen guten Ruf. Die Hauptarbeitsgebiete liegen in der Astrophysik (u. a. Expansion des Weltalls, Dunkle Materie, Dunkler Energie, Veränderliche, „Neue“ Sterne, Planetologie, Quasare, Kugelsternhaufen, Beschleunigung des Universums). Ein besonderer Schwerpunkt liegt auf interdisziplinären Forschungen (Astronomie-Physik-Philosophie-Theologie).

### Kongresse und Symposien
Zu den vielen geistes- und naturwissenschaftlichen Symposien (u. a. über Evolution, Astrophysik, Urknall und Kosmologie, Wissenschaft und Religion), die von der Vatikanischen Sternwarte veranstaltet wurden, zählte zuletzt 2006 eine internationale Tagung für Physiker über Schwarze Löcher und aktive galaktische Kerne.
Seit 1986 findet alle zwei Jahre eine intensive vierwöchige Sommerschule für Studenten statt, die Summer School in Astronomy and Astrophysics. Ein guter Teil der Hörer kommt aus Entwicklungsländern, denen der Vatikan auch Fachkontakte vermittelt.
1991 fand ein besonderer dreiwöchiger Sommerkurs in Castel Gandolfo über Kosmologie und den Fall Galilei statt, an dem auch 25 Bischöfe aus verschiedenen Ländern teilnahmen. In täglich vier Vorlesungen wurden die Grundlagen für einen soliden Dialog zwischen Religion und Wissenschaft gelegt und auch die Revision des Galilei-Prozesses vorbereitet.
Die Vatikanische Sternwarte organisiert auch jedes Jahr internationale Kolloquien über mögliche Beziehungen zwischen theologischen und naturwissenschaftlichen Gebieten, beispielsweise
- 1987, 300 Jahre seit Newtons „Philosophiae Naturalis Principia Mathematica“, über Gotteserkenntnis durch Physik, Philosophie und Theologie. Die Tagungsbände wurden – zusammen mit einem Begleitschreiben von Papst Johannes Paul II. – zu einer Art Handbuch für den Dialog zwischen Theologie und moderner Physik.
- 1992 trafen sich in Castel Gandolfo 140 Referenten und mit sieben Arbeitsgruppen zum Thema Ursprung des Universums. Die „Europäische Gesellschaft für das Studium von Wissenschaft und Religion“ veranstaltet solche Tagungen im Zwei-Jahres-Rhythmus. Als komprimiertes Fazit von 1992 ergab sich, dass der Urknall nicht identisch mit der Schöpfung ist, aber die Entwicklung des Universums eine Schöpfung voraussetzt. Die kosmologische Entwicklungstheorie stehe also nicht im Gegensatz zum biblischen Schöpfungsbericht.

## Bekannte vatikanische Astronomen
Zu den vielen bekannten Wissenschaftlern, die an der Vatikanischen Sternwarte astronomische Forschung betrieben, gehören vor allem naturwissenschaftlich-philosophisch gebildete Jesuiten – beispielsweise
- Christophorus Clavius, Mathematiker, führend in der Kalenderrechnung und Mondforschung (nach ihm heißt einer der größten Mondkrater),
- Christoph Grienberger, Mathematiker und Astronom (Parallaktische Montierung),
- Angelo Secchi, bekannter Sonnenforscher, der auch erstmals die Spektralklassen der Fixsterne klassifizierte,
- Johann Georg Hagen, führend in der Erforschung Veränderlicher Sterne – siehe der neunbändige Atlas Stellarum Variabilium und seine Mitautoren
- Johan Stein, Matyas Tibor und Walter Miller
- Aloisius Gatterer aus Wien, Autor des ersten „Spektrochemischen Atlas“ mit allen Linienspektren von 73 chemischen Elementen (1949, drei Bände), sowie der „Spectrochimica Acta“ mit bis heute unentbehrlichen Molekularspektren von 40 Metalloxiden und 45 UV-strahlenden Elementen.
- Joseph Junkes (München), Mitautor des „Spektrochemischen Atlas“ 1938
- George Coyne (1933–2020), bis 2006 Leiter der Vatikanischen Sternwarte und auch der Außenstelle in Arizona, wo u. a. vor zehn Jahren das Großteleskop VATT entstand.
- José Gabriel Funes (* 31. Januar 1963), 2006 bis 2015 Direktor der Vatikanischen Sternwarte.
- Guy Consolmagno (* 19. September 1952 in Detroit), seit 2015 Direktor der Vatikanischen Sternwarte.